# Tabi Városi SC
A Tabi Városi SC 1914-ben alapított sportegyesület, a labdarúgócsapata a Somogy vármegyei labdarúgó-bajnokság első osztályában szerepel.

## Megalakulás
1914. április 17-én megtartotta első összejövetelét Tab sport kedvelő ifjúsága. Az alapszabályt is elkészítették, s május közepére tűzték ki az alapító közgyűlést. Az ügy két vezetője Kondor Ernő és Fleischmann Sándor volt. A labdarúgó edzéseket az összejövetel után elkezdték.
1914. május 20-án megtartotta alakuló közgyűlését a klub, s hivatalosan is megalapult a Tabi Sport-Club. Az alapító okiratot 1914. június 6-án küldték el a járási főszolgabíróhoz. A budapesti Nemzeti Sport-Club ígéretet tett, hogy egy játékosa néhány hétig gyakorlati oktatást nyújt.

## Szakosztályok
A klubnak van labdarúgó-, asztalitenisz-, sakk-szakosztálya.

## Labdarúgó szakosztály
A legtöbb nézőt és a legtöbb igazolt sportolót a labdarúgó szakosztály mondhatja magáénak. A csapat a vármegyei első osztályban szerepel. A hivatalos  egyesületi szín a piros-kék.

### Vezetősége
- Elnök: Naász Balázs
- Elnökségi tagok: Hoppál András, Kaveczki Balázs, Kleiber Zoltán, Ladiszlai Tibor, Pretz Gábor, Vida András

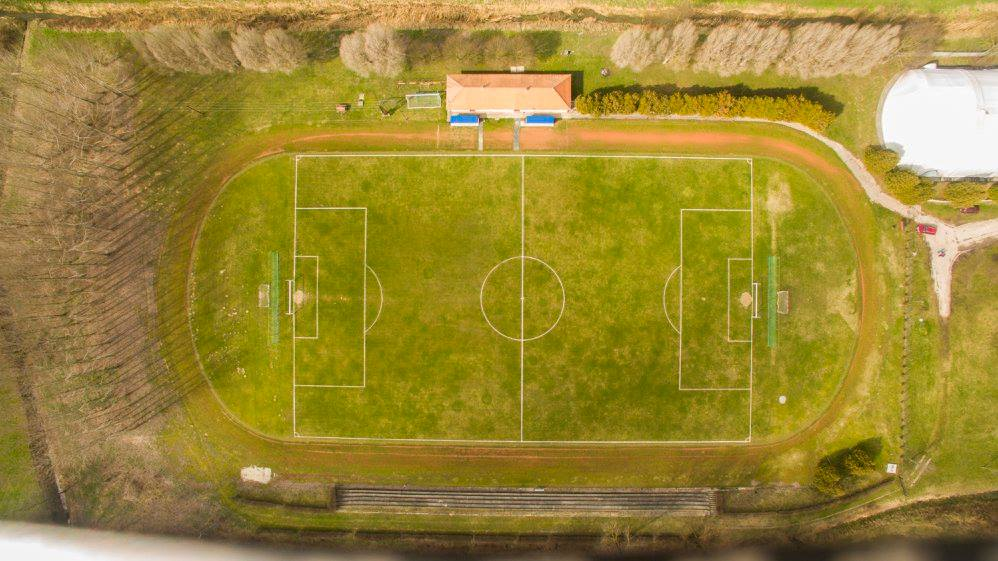
A tabi sportpálya

### Létesítmények
A klub jelenleg egy füves labdarúgó pályával rendelkezik, tartalékpályáját 2007-ben megszüntették, helyére uszoda épült. A centerpálya előtti füves rész edzőpályává alakításának régóta tervben van, de forráshiány miatt a mai napig egy pályán edz és játszik az összes csapat.

### Híres játékosok
- Olajos Sándor (NBI: Siófok)
- Sallai Tibor (NBI: DVSC, Honvéd, Balaton FC)
- Magyar Zsolt (NBI: Debreceni MVSC, Videoton SC, Siófoki Bányász, Pécsi MSC, Paks, Gázszer FC)
- Molnár Ferenc ( Siófoki Bányász, Budapesti Honvéd/Kispest-Honvéd )

### Játékoskeret
2022-2023
| Kapusok        |
| -------------- |
| Pápes Mózes    |
| Horváth József |

| Hátvédek            |
| ------------------- |
| Naász Balázs        |
| Kecskés Balázs      |
| Ladiszlai Krisztián |
| Németh Dávid        |
| Kiss Gábor          |
| Szabó Ádám          |
| Kleiber Zoltán      |
| Pete Krisztián      |

| Középpályások         |
| --------------------- |
| Magas Valentin Ferenc |
| Kaveczki Balázs       |
| Pretz Gábor           |
| Kispál Péter          |
| Bódis Benjámin        |
| Vida András           |

| Csatárok           |
| ------------------ |
| Tábori Tamás       |
| Tábori Balázs      |
| Réder Flórián      |
| Rácz Attila Patrik |